# Juan Carlos Garat
Juan Carlos Garat war ein uruguayischer Politiker.
Garat, ein Auktionator und Journalist, gehörte der Partido Nacional an. Er saß als Abgeordneter für das Departamento Flores in der 26. Legislaturperiode vom 15. Februar 1917 bis zum 14. Februar 1920 in der Cámara de Representantes.